# Corul de la Chizătău

Corul plugarilor din Chizătău la serbările ASTRA-ei, Sibiu, 1892

Corul de la Chizătău constituie prima manifestare artistică organizată și recunoscută, a paorilor bănățeni, în prima jumătate a secolului XX. Formațiunea artistică din Chizătău s-a format, ca și cor bisericesc, în 1840 și s-a afirmat în 1857. Însemnătatea excepțională a corului este aceea că a făcut școală în Banat: urmând exemplul paorilor din Chizătău, s-au înființat coruri și fanfare în majoritatea localităților bănățene.

## Istoric
Cel care a înființat Corul de la Chizătău și i-a fost primul dirijor, preotul Trifu Șepețian a fost urmat de fiul său, Ioniță Șepețian, bun violonist, cu studii muzicale și concerte susținute la Budapesta.

După 1880, urmașul acestora, preotul Lucian Șepețian, a organizat, în fiecare iarnă, la Chizătău, cursuri pentru dirijorii de coruri păorești. Absolvenții acestor cursuri au înființat, la rândul lor, zeci de coruri și au format o pleiadă de noi dirijori.

În 1882, când a avut loc jubileul a 25 de ani de la afirmarea publică a celui mai vechi cor
sătesc, la Chizătău a participat spuma corurilor țărănești. Invitat de onoare, cunoscutul compozitor Ciprian Porumbescu a rămas profund impresionat de prestația acestor coruri. El scria surorii sale: 
„Numai în câteva zile m-au copleșit atâtea impresii, încât mi-ar trebui coale întregi, ca să-ți scriu despre tot ce am văzut și auzit în Banatul cela. Societățile de cântare au prestat, după mine lucru neasteptat. Corurile premiate sunt atât de minunate, încât societatea noastră de cântare din Brasov, îi, față de ele, nimica întreagă. Si astea îs societăți curat țărănesti, instruite si dirijate. Te uitai cu emoție la marțialele chipuri, care cu notele în mână urcau si se asezau în semicerc, pe când dirigentul ce sta în mijlocul lor dădea cu mâna măsura, cu acea mână pe care noi o știm că poate să poarte doar plugul și toporul. Seara, teatru și apoi dans. Dar asta fu un dans general; intelectuali si țărani de-a valma. Și numai dansuri naționale: Lugojana, Ardeleana, Pe picior, De doi, etc. Lucru ca acesta nu mi-a fost dat să văd și poate nici nu-mi va fi dat să-l mai văd așa curând.”
În 1906 corul a participat, alături de cele mai cunoscute coruri bănățene, la sărbătoarea națională de la București, prilejuită de jubileul a 40 de ani de domnie ai lui Carol I. Marele concert coral de la Arenele Romane, a dus faima corurilor bănățene în tot spațiul românesc.

În 21 sept. 1912 corul s-a numărat printre fondatorii Asociației corurilor și fanfarelor din Banat, condusă de Ion Vidu si Iosif Velceanu. A participat la prima manifestare a Asociației, Serbarea cântecului românesc din 1924, la Timișoara.